# Neo-Osmanismus

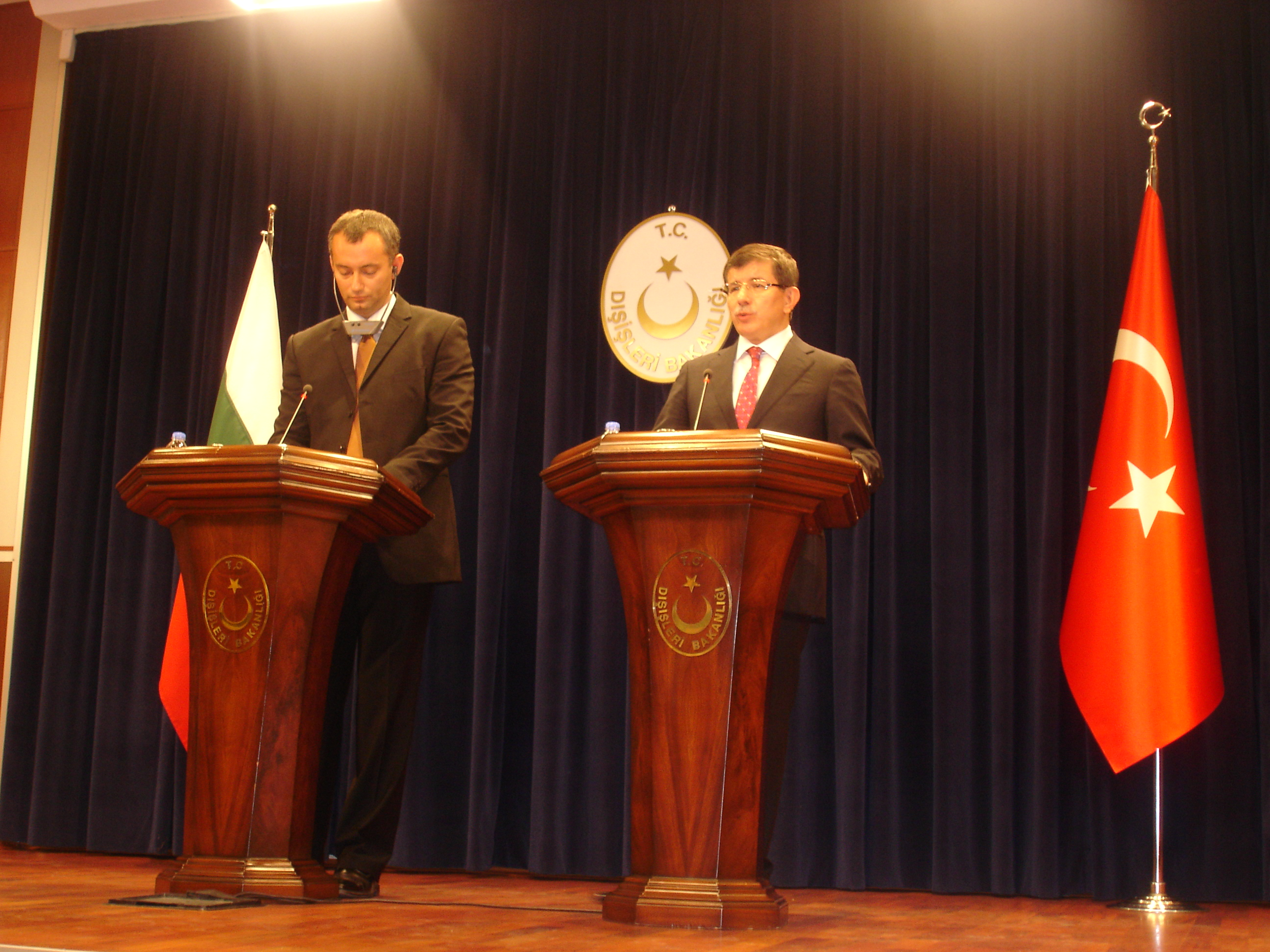
Ahmet Davutoğlu (hier rechts mit dem bulgarischen Außenminister Nikolaj Mladenow) gilt als einer der Hauptinitiatoren der neuen Außenpolitik, ohne selbst den Begriff Neoosmanismus zu verwenden

Neo-Osmanismus (türkisch Neo-Osmanlıcılık oder Yeni Osmanlıcılık) oder Neo-Osmanentum ist ein vieldeutiges politisches Schlagwort. Neo-Osmanismus wird auch in einem kritischen Sinne verwendet, um Vorbehalte gegen die türkische Außenpolitik auszudrücken und ferner um mögliche neoimperiale Absichten der Türkei, die verstärkte Hinwendung der Türkei zum Islam und die Ausrichtung der Außenpolitik auf die arabische Welt und damit auf die frühere Einflusssphäre des Osmanischen Reiches zu umschreiben. Als Protagonisten des Neo-Osmanismus gelten der türkische Präsident Recep Tayyip Erdoğan und der ehemalige türkische Ministerpräsident Ahmet Davutoğlu, der die Bezeichnung allerdings ablehnt.
Der Osmanismus war ursprünglich eine in der Tanzimat-Zeit aufgekommene Vorstellung, die alle Einwohner des Osmanischen Reiches als gleichberechtigte Bürger betrachtet, ohne Ansehen der Religion oder der Ethnie im Gegensatz zur damaligen Organisation in Millets.

## Verwendung
Ursprünglich diente der Begriff Neo-Osmanismus nach Angaben von Kemal Karpat zur Beschreibung der türkischen Expansionspolitik bei der Besetzung Zyperns.
Bassam Tibi definierte den Begriff Neo-Osmanismus 1997 als „Vision“. Tibi beschrieb damit die Politik Erbakans und dessen Versuch der „Neubelebung der großtürkischen, osmanischen Vergangenheit“ zu beschreiben. Erbakan sei Neo-Osmanist und Panturkist zugleich. In der Türkei jener Jahre hätten der neo-osmanische Panturkismus, der islamische Fundamentalismus und der Kemalismus im Wettstreit miteinander gelegen.
Die Zeitschrift für Internationale Politik definierte den Begriff April 2009 als „ideologische Strömung“ und verwendete den Begriff, um das verstärkte Engagement der Türkei in der arabischen Welt und die Hinwendung zur Hamas unter Berufung auf das osmanische Erbe zu beschreiben.
Verwendet wird der Begriff, um den wachsenden Einfluss der Türkei im Nahen Osten zu umschreiben. Die Türkei sei mit ihrer weichen Macht ein Gegenpol zur „harten Macht“ des Iran oder Israels. Allerdings beinhalte der Begriff die Unterstellung, „an die mehrhundertjährige Herrschaft der türkischen Osmanen über die Region anzuknüpfen.“
Laut Gero Erdmann und Olga Herzog vom Hamburger Institut für Afrika-Studien wird Neo-Osmanismus in erster Linie von Kritikern verwendet, um Vorbehalte gegen eine aktivere Rolle der Türkei im Nahen Osten und der Welt auszudrücken. Nimet Seker verwendete 2009 Neo-Osmanismus im Sinne einer Rückbesinnung auf die osmanische Einflusssphäre und die „Wiederbelebung imperialer Absichten.“
Karen Krüger schrieb 2011, dass sich im Neo-Osmanismus „islamische Überlegenheitssehnsucht mit patriotischer Ermutigung“ verbinde. Die Rückbesinnung auf das osmanische Erbe sei ein wesentlicher Teil der türkischen Kulturpolitik.
Die türkische Außenpolitik orientierte sich nach der Jahrtausendwende zweimal neu. Einer auf Europa und das westliche Bündnis gerichteten Phase folgte ab etwa 2011 eine solche, die Politikwissenschaftler als Neo-Osmanismus bezeichnen, die ihrerseits 2016 durch eine als „Eurasismus“ gesehene abgelöst wurde.
Im innenpolitischen Kontext wird der Begriff auch mit der Rückbesinnung auf die türkische Geschichte vor der Republikgründung 1923 verstanden, beispielsweise mit einer Neubewertung von Sultan Abdülhamid II., und verstärkter historischer Forschung in der Türkei über diese Zeit.